# Климат Башкортостана
Климат Башкортостана — климат в Республике Башкортостан.

## Общая характеристика
Климат Башкирии зависит от переноса воздушных масс на её территории, влияния солнечной радиации. Преобладающим направлением ветров является южное, западное и восточное. Республика расположена в глубине материка, где происходит наиболее частая смена воздушных масс умеренных и субтропических широт с арктическими.
На территории Башкирии дуют арктические, тропические и умеренные воздушные массы. Воздушные массы, приходящие с Атлантики, достигают территории республики в виде сухой, континентальной массы. Зимой бывают азиатские антициклоны. Среднемесячная скорость ветров — 3,4-5,2 м/с. Сильные ветры со скоростью в 15 м/с и более имеют высокую повторяемость в декабре, январе и марте. В зимние месяцы выпадение снега характерно и при сильных ветрах.
Климат характеризуется как континентальный, с умеренно тёплым или жарким летом и холодной зимой.
Суммарная солнечная радиация составляет 4089 МДж/м² в год.
Летняя жара усиливается из-за соседства на юге республики с засушливыми степными пространствами Оренбургской и Челябинской областей, а также Казахстана. Бо́льшая часть осадков (40-60 %) выпадает за 3 летних месяца. На разнообразие климата в значительной мере влияет рельеф. Вытянутые с севера на юг хребты Урала создают резкое различие в климатических условиях на западных и восточных склонах.
Разнообразие рельефа Башкирии обуславливает наличие различных климатических районов:
- Уфимское плато и горы Южного Урала до широтного отрезка реки Белой. Осадки — 600—700 мм; средняя температура: январь — −15-16 град.; июль — 17-18 град; средние даты поздних заморозков — 24-27 июня; средняя высота снежного покрова — 50 — 70 см.
- 3илаирское плато. Осадки — 550—590 мм, средняя температура: январь —15-16 град; июль — 17,5 град; средние даты поздних заморозков — 1-4 июня; высота снежного покрова — 70 — 75 см.
- Юрюзано-Айская равнина. Осадки — 470—520 мм; средняя температура: январь — 16 град; июль −17-18 град.; средние даты поздних заморозков — 27-31 мая; высота снежного покрова — 40-48 см.
- Восточные склоны Южного Урала. Осадки — 500—550 мм; средняя температура: январь — −16 град.; июль — 17-18 град; средние даты поздних заморозков 2-5 июня; высота снежного покрова — 35-45 см.
- Зауралье. Осадки — 350—400 мм; средняя температура: январь — −16-17 град; июль — 18-20 град; средние даты поздних заморозков — 19-22 мая; высота снежного покрова — 25-35 см.

Среднегодовая температура по РБ +0,3° в горах и +2,8° на равнине. Средняя температура января −18 °C, июля +18 °C.
Число солнечных дней в году колеблется от 287 в Аксёново и Белорецке до 261 в Уфе (наименьшее число дней приходится на декабрь и январь, наибольшее — на летние месяцы).
Средний абсолютный минимум температуры воздуха составляет −42, абсолютный максимум +38 °C. Устойчивый переход температуры воздуха через 0° происходит 4-9 апреля весной и 24-29 октября — осенью, в горных районах соответственно 10-11 апреля и 17-21 октября. Абсолютный минимум температуры в республике отмечался в посёлке Аскино и составил −56,7 градусов, для Уфы он составляет −48,5 градусов. Число дней с положительной температурой воздуха 200—205, в горах 188—193. Средняя дата последнего заморозка 21-30 мая, самая поздняя 6-9 июня, а в северных и горных районах — 25-30 июня. Средняя дата первого заморозка 10-19 сентября, самая ранняя — 10-18 августа.
В год выпадает 300—600 мм осадков, наблюдается достаточно резкая дифференциация осадков по территории республики, и их количество при этом зависит в первую очередь от характера атмосферной циркуляции. На западных склонах Уральских гор годовая сумма осадков достигает 640—700 мм, на восточных склонах не превышает 300—500 мм, в западной равнинной части Башкирии — 400—500 мм. 60-70 % осадков выпадает в тёплое время года (с апреля по октябрь). На летние месяцы приходится максимум суточного количества осадков (78-86 мм).
Самая ранняя дата появления снежного покрова 12-20 сентября, самая ранняя дата образования устойчивого снежного покрова — 15-24 октября, в горных районах 5-12 октября, средняя дата установления снежного покрова — 3-13 ноября. Средняя дата схода снежного покрова 14-24 апреля. Число дней со снежным покровом составляет 153—165, в горных районах — 171—177. Средняя и наибольшая высота снежного покрова 36-55 см, максимальная высота может достигать 106—126 см. Средняя плотность снежного покрова при наибольшей высоте 240—300 кг/м³.
«Глобальное потепление» оказывает влияние на климат в республике. Проявление потепления заключается в аномальных явлениях, не свойственных климату республики — это торнадо, убыстрение атмосферных процессов.